# Oxalis senecta
Oxalis senecta är en harsyreväxtart som beskrevs av Salter. Oxalis senecta ingår i släktet oxalisar, och familjen harsyreväxter. Inga underarter finns listade i Catalogue of Life.